# پنی‌فورد
پنی‌فورد (به انگلیسی: Penyffordd) یک منطقهٔ مسکونی در بریتانیا است که در Flintshire واقع شده‌است. پنی فورد ۳٬۸۷۴ نفر جمعیت دارد.